# Дротебанол
Дротебанол (оксиметебанол) является производным морфинана, который действует как опиоидный агонист. Он был изобретен компанией Sankyo в Японии в 1970-х годах. Он синтезируется из тебаина.

## Эффективность
Дротебанол обладает сильным противокашлевым (подавляющим кашель) действием и примерно в 10 раз сильнее, чем кодеин, в создании этого эффекта. Он также оказывает обезболивающее действие в несколько раз сильнее, чем кодеин, но слабее, чем морфин. 
В исследованиях на животных было обнаружено, что он вызывает умеренную зависимость и вызывает ограниченную физическую зависимость, но не такую серьезную, как при применении морфина или петидина. Ранее он продавался для использования человеком под торговой маркой Metebanyl, хотя теперь он больше не используется в медицине.

## Правовой статус
В настоящее время это контролируемое наркотическое вещество Списка I в Соединенных Штатах с DEA ACSCN 9335 и годовой совокупной производственной квотой, равной нулю. 
Дротебанол входит в список I перечня наркотических средств, психотропных веществ и их прекурсоров, оборот которых в России запрещён в соответствии с законодательством и международными договорами РФ.